# ماکینگبرد ولی (کنتاکی)
ماکینگبرد ولی (به انگلیسی: Mockingbird Valley) شهری در ایالت کنتاکی کشور ایالات متحده آمریکا است که جمعیت آن در سرشماری سال ۲۰۱۰ میلادی، ۱۶۷ نفر بوده‌است.